# Triangle de Palliser

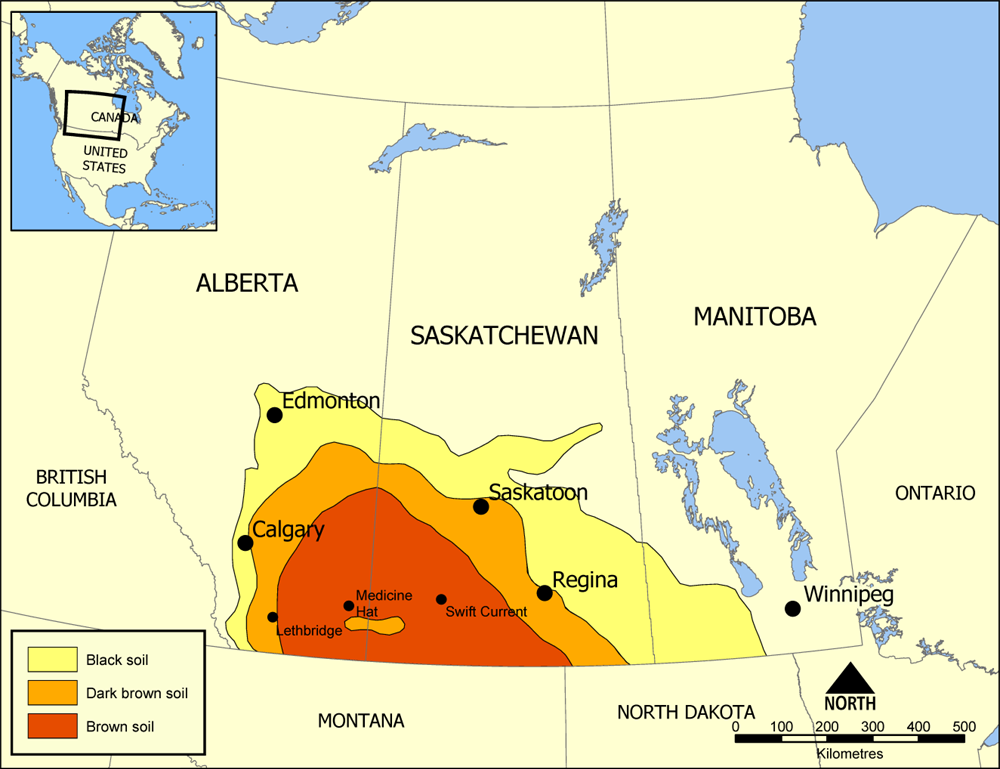
Mapa representant el Triangle de Palliser

El Triangle de Palliser («Palliser's Triangle» en anglès) és una zona geogràfica al sud de la províncies d'Alberta i de Saskatchewan, al Canadà. Se'n diu d'aquesta manera per la seva forma triangular. El triangle va, al sud, del comtat de Red Deer (Alberta) fins a la frontera amb els Estats Units. El triangle de Palliser forma part d'un conjunt més extens encara que recobreix una regió geològica més gran que ultrapassa la frontera canadenca i recobreix la vall del Missouri a Dakota del Nord i Dakota del Sud. Aquest conjunt geològic central d'Amèrica del Nord, situat a una i altra banda de la frontera s'anomena Ganivet del Missouri.

## Història
Aquesta regió rep el nom de John Palliser qui va dirigir l'Expedició Palliser a l'oest del Canadà i va ser el primer a descriure-la. Palliser s'adonà que es tractava d'una zona seca, sense arbres. Ell en va treure la conclusió que aquesta zona no estava adaptada per l'agricultura. Uns anys més tard, John Macoun, un representant del govern federal, va contradir Palliser i va dir que aquella terra era bona per a cultivar-hi blat i encoratjà els immigrants a establir-s'hi com a grangers. El triangle començà a ser poblat i a viure de l'agricultura a principi del segle xx.

## Terra ramadera
Durant molt de temps, aquesta regió va ser ideal pels criadors de ramats. El sòl sorrenc, cobert d'herba i el clima sec eren convenients perfectament per criar el bestiar. Nombrosos ramaders dels Estats Units (ranxers) no van dubtar a portar els seus ramats cap al nord, per a fer-los pasturar en la regió del Triangle. Fins a tal punt que el 1912 una gran part de la seva herba farratgera havia desaparegut.

## La producció de blat
Fins a 1918, a més de des de 1925 a 1929, les collites van ser molt bones, però la sequera, junt amb pràctiques agrícoles inadequades transformaren la regió en Dust Bowl (conca de pols) als anys 1930, cosa que afavorí l'entrada del Canadà en la Gran Depressió. Van caldre l'entrada de noves tècniques agrícoles i una successió d'anys plujosos per capgirar la situació agrícola. Actualment l'agricultura és sempre precària en aquesta regió del Canadà. Els agricultors han de rebre grans subvencions estatals.